# Мир на Землі (мультфільм)
Мир на Землі (англ. Peace on Earth) — короткометражний мультфільм студії Metro-Goldwyn-Mayer 1939 року про постапокаліптичний світ, населений тваринами. Режисер — Г'ю Гарман.

## Сюжет
Двоє білченят у Святвечір питають свого дідуся (озвучив Мел Бланк), хто такі «люди», які згадуються у приспіві різдвяної пісні «I Heard the Bells on Christmas Day» («Про мир на Землі, доброчесність людей»). Дід розповідає онукам про людську расу, зосереджуючи оповідь на тому, що люди постійно вели війни. У підсумку війни закінчились загибеллю двох останніх людей на Землі: один солдат застрелив другого, а той встиг поранити першого, тож той втонув у затопленому окопі. Після цього тварини, що вижили, знайшли надруковану Біблію в руїнах церкві. Натхненні настановами з книги, вони вирішили відбудувати суспільство на засадах миру та ненасильства. 

## Визнання
Якщо вірити некрологу Г'ю Гармана у газеті New York Times, за цей мультфільм його було номіновано на Нобелівську премію миру. Втім, його нема в офіційному переліку номінантів. За словами анімаційного актора Бена Манкевича, це був перший мультфільм на серйозну тему від великої студії. У 1994 мультфільм посів 40 місце у переліку 50 найвизначніших мультфільмів, підготовленому фахівцями з анімації. Крім цього, у 1939 мультфільм було номіновано на премію Оскар у категорії Найкращий короткометражний анімаційний фільм. Нагорода тогоріч дісталась мультфільму Волта Діснея Гидке каченя.

## Рімейк
Фред Квімбі, Вільям Ганна та Джозеф Барбера зробили рімейк мультфільму для проекту CinemaScope у 1955. Ця версія, створена вже після Другої світової війни, називається Доброчесність людей, і містить зображення оновлених та ще більш руйнівних воєнних технології, як-то: вогнемети, базуки, ракети та ядерна зброя. У цій версії мультфільму головними дійовими особами є хор мишей, яким історію людей розповідає миша-диякон. Хоча в обох версіях мультфільму, Біблія названа просто «Книгою людських правил», у Доброчесності людей є посилання на Новий Заповіт, тоді як Мир на Землі посилається тільки на Старий Заповіт. Ця версія також була номінована на Оскар. Це був єдиний короткометражний фільм не про Тома і Джеррі, виготовленням якого займався Фред Квімбі.
«Доброчесність людей» поширювався на VHS разом із мультфільмами про Тома і Джеррі. Вкупі з тим, що миші у цьому мультфільмі дизайном схожі на Джеррі та його племінника Таффі, це дає підстави вважати, що події у рімейку відбуваються у всесвіті Тома і Джеррі.